# Ön (film)
Ön är en svensk dramafilm från 1966 i regi av Alf Sjöberg.

## Om filmen
Filmen premiärvisades den 31 januari 1966 på biograf Spegeln i Stockholm. Inspelningen skedde med ateljéfilmning i Filmstaden Råsunda med exteriörer från Djurö kyrka och Stockholms omgivningar av Lars-Göran Björne. Filmen visades som officiellt svenskt tävlingsbidrag under namnet L'ile vid filmfestivalen i Cannes 1966 och fick ett mycket blandat mottagande i pressen men inget pris. 

## Rollista i urval
- Per Myrberg –  Magnus, greve
- Bibi Andersson – Marianne, hans hustru
- Karin Kavli – gamla grevinnan
- Marian Gräns – Helen Andersson, lärarinna
- Jan-Olof Strandberg – Johannes, kommunalarbetare och dödgrävare
- Ernst-Hugo Järegård – pastor Byström
- Björn Berglund – doktor Ernst Forsman, provinsialläkare
- Sture Ericson – Viktor Sundberg, handelsman
- Sven-Bertil Taube – fjärdingsman
- Olle Hilding – Persson
- Erik Hell – Pettersson
- Gösta Prüzelius – Berg
- Stig Gustavsson – Öberg
- Åke Lagergren – Olsson
- Sten Lonnert – Eriksson

## Filmmusik i urval
Musik ur Mozarts Figaros bröllop spelas.